# Una per tutte, tutte per una
Una per tutte, tutte per una (愛の若草物語?, Ai no wakakusa monogatari, lett. "Storia di gioventù e d'amore") (o Una per tutte, tutte per una (Piccole donne)) è un anime prodotto dalla Nippon Animation nel 1987 in 48 episodi e ispirato al romanzo del 1868 Piccole donne di Louisa May Alcott. Di questo anime è stato prodotto un sequel nel 1993 dal titolo Una classe di monelli per Jo tratto dai successivi romanzi di Louisa May Alcott Piccoli uomini e I ragazzi di Jo. La serie è stata trasmessa per la prima volta dalla Fuji Television a partire dall'11 gennaio 1987 e fa parte del progetto World Masterpiece Theater della Nippon Animation.
Già nel 1981 la Toei Animation aveva prodotto Piccole donne, un altro anime ispirato al romanzo di Louisa May Alcott.

## Trama
La storia è ambientata negli Stati Uniti durante la guerra di secessione. In un tranquillo villaggio vicino a Gettysburg, vive la famiglia March, composta dalla madre Mary, le sue quattro figlie Meg, Jo, Beth e Amy e la domestica Hannah. Frederic March, il capofamiglia, è invece al fronte a combattere contro i confederati. Un giorno Frederic ritorna a casa per una breve licenza in seguito ad un piccolo infortunio e decide di fare un pic-nic con la famiglia. Il tranquillo pomeriggio viene interrotto da un grave contrattempo: Jo ha scorto dei soldati confederati in avanscoperta, e Frederic è costretto a tornare al fronte.
Col passare dei giorni la guerra riprende a passo veloce e i confederati arrivano in città in seguito alla disfatta di Gettysburg. La famiglia March, assieme a tante altre, decide di rifugiarsi sulle alture prospicienti la cittadina, per evitare il contatto con l'esercito sconfitto. La mattina dopo i March trovano la città, e quindi la loro casa completamente distrutta e la banca depredata dai confederati. A questo punto, su suggerimento del marito, Mary e la famiglia si trasferisce a Newcord a casa di Martha March, la vecchia zia di Frederic. La zia Martha è una donna fredda e severa e a causa di antichi rancori con Frederic, e inizialmente non vede di buon occhio le nipoti, in special modo Jo, con il suo carattere anticonvenzionale ed estraneo ai canoni femminili dell'epoca. Tuttavia decide di ospitarle lo stesso, il minimo indispensabile affinché non trovino una nuova sistemazione. Mary inizia a cercare, all'agenzia immobiliare, una casa adatta alle loro condizioni, e le due figlie maggiori cercano un lavoro. Meg diventerà la baby-sitter dei piccoli King, Jo, la più intraprendente, cerca lavoro al quotidiano di Newcord. Jo vorrebbe che le sue novelle venissero pubblicate sul giornale della città, ma Anthony, l'addetto alla valutazione, sembra riluttante all'idea, criticando duramente i racconti.
Mary si rende conto della difficile situazione e con l'aiuto di Jo, troverà di lì a poco una casa dove poter ricoverare la famiglia in modo da cessare di essere ospiti non troppo gradite. Ma la vecchia zia Martha lentamente muterà atteggiamento e si affezionerà alle nipoti, anche se non lo dimostrerà mai esplicitamente, e quando la famiglia March se ne andrà nella sua nuova casa, si farà promettere da Jo di venirla a trovare spesso.
Ora la famiglia March ha una nuova casa, e con grande sorpresa di Beth, molto amante della musica, nel soggiorno c'è un piccolo pianoforte un po' scordato. Certo non è nulla in confronto al bellissimo pianoforte che Beth aveva nella sua vecchia casa, andato distrutto con il resto dei loro averi, ma comunque è utilizzabile.
Vicino alla casa dei March, c'è una villa abitata dal signor Laurence, molto ricco ed anziano, che sta ospitando il nipote Laurie per convincerlo ad intraprendere gli studi universitari. Nonostante il ragazzo sia continuamente seguito ed incitato dal severo John Brooke, non dimostra però molta attitudine per lo studio.
Intanto Meg e Jo, le sorelle maggiori, vengono invitate ad un ballo: è il loro ingresso in società ed entrambe ricevono un vestito dalla zia Martha, ma Jo, a casa, rimane troppo vicino al focolare e ne brucia un pezzo, danneggiandolo irrimediabilmente. Con una toppa nel vestito, è costretta, durante la festa, a rimanere in disparte contro il muro, ed è così che incontra per la prima volta Laurie, anche lui nascosto per non farsi notare: da quel momento, i due ragazzi diventano amici.
Jo va a visitare la casa di Laurie, e appena scopre che ha un pianoforte riesce ad invitare la sorella Beth a suonarlo: ma Beth ha paura del signor Laurence, e per farla suonare tranquilla è costretto a chiudersi nel suo studio. In realtà al vecchio Laurence, Beth ricorda la nipotina, prematuramente scomparsa proprio quando aveva l'età di Beth. Così, un bel giorno, Beth riceve dal signor Laurence proprio il pianoforte che la nipote suonava prima di morire: da quel momento il timore che aveva verso di lui svanisce, e per ringraziarlo, gli regala un paio di pantofole ricamate a mano, e i due cominciano a volersi bene come nonno e nipote.
Amy, che è anche la voce narrante della storia, è la sorella più piccola e viziata. Un giorno, per motivi banali, litiga con la sorella Jo e per farle un terribile dispetto brucia tutte le novelle che la ragazza aveva scritto con l'intenzione di farle pubblicare. Jo è furiosa e non può perdonare lo stupido gesto della sorella, e da quel giorno Jo ignora del tutto la sorella. Un giorno Jo e Laurie vanno a pattinare sul ghiaccio e Amy li segue, facendo finta di niente: è sinceramente pentita del suo gesto, ma non sa come farsi perdonare. Amy però, ignorata volutamente dalla sorella, va a pattinare dove lo strato di ghiaccio è sottile e sprofonda: fortunatamente, Laurie e Jo la salvano, ma Jo si rende conto di essere stata stupida ad ignorarla e a non averla avvertita del pericolo. Questo drammatico avvenimento farà sì che finalmente le due sorelle si riappacifichino.
Jo continua a scrivere e finalmente Anthony le pubblica il suo primo romanzo, ma la felicità dura poco: un telegramma prega la signora March di andare a Washington per assistere il marito gravemente ferito ed in pericolo di vita. Jo, per trovare i soldi per pagare il viaggio della madre, fa un sacrificio e vende i suoi capelli. Mary accetta questo segno d'amore, anche se sia il signor Laurence sia la zia March le hanno dato una somma sufficiente a pagare il viaggio a Washington.
È quasi inverno: Jo è raffreddata, Meg è dai King e Amy a scuola, mentre Hannah è a fare le spese. La famiglia March, già da tempo, si occupa di dare metà del loro cibo agli Hummel, una famiglia composta da una povera donna e sette bambini malati, ma quel giorno l'unica che poteva andare a casa dalla povera famiglia è Beth. Quando Hannah torna, vede Beth salire piano piano le scale, rossa in faccia e triste e Jo scopre cosa è accaduto: Beth ha cercato di salvare il più piccolo degli Hummel, Minna, dalla scarlattina, ma quando arriva il dottore il piccolo è già morto, e la povera Beth ha preso la scarlattina in misura più accentuata a causa della sua salute cagionevole. Amy, essendo l'unica a non aver preso la scarlattina, per un certo periodo a malincuore abita di nuovo dalla zia Martha. Il dottore non dà molte speranze per la piccola Beth: se la ragazzina non migliorerà entro tre giorni non ci sarà nulla da fare. Jo prega la madre di tornare al più presto, ma quando Mary ritorna a casa il pericolo è ormai passato: Beth è guarita, ma è più fragile di prima. Amy, comunque può ritornare a casa.
Già da tempo John Brooke, l'insegnante di Laurie, e Meg sono innamorati, ma Jo scommette con Laurie che Meg non potrebbe mai sposarlo. Per non perdere la scommessa, Laurie scrive una lettera d'amore a Meg spacciandosi per John Brooke senza pensare alle conseguenze: Meg è scandalizzata, e Laurie subisce una bella strigliata da parte della signora March e poi dal nonno, ma alla fine tutto si sistema.
La guerra è finita, lo schiavismo è stato sconfitto e i soldati tornano a casa. La vecchia zia March diserederà il dissoluto nipote David, a causa dei suoi debiti di gioco, e si riconcilierà col nipote Frederic; John Brooke propone a Meg il fidanzamento che lei accetta nonostante le proteste della zia.
Finalmente, John Brooke e Meg March si fidanzano, e la famiglia March, insieme ai Laurence, organizzano una meravigliosa festa di fidanzamento. A questo punto Jo decide d'intraprendere seriamente la carriera di giornalista e scrittrice e seguirà Anthony che nel frattempo era andato a vivere a New York. Laurie è deluso: credeva che tutto questo tempo, i sentimenti che provava per Jo fossero ricambiati, ma per la ragazza Laurie rimane solamente un grande amico, infatti la voce narrante di Amy svelerà nel finale che una volta diventata grande, sarà lei e non Jo a sposare Laurie.

### Dal romanzo all'anime

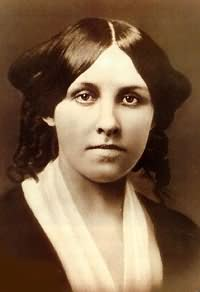
Louisa May Alcott

La serie animata è una trasposizione del primo volume del romanzo del 1868 Piccole donne della scrittrice statunitense Louisa May Alcott e in parte del prologo del volume successivo del 1869, pubblicato separatamente dal primo in diversi paesi al di fuori degli Stati Uniti, fra cui anche l'Italia, con il titolo Piccole donne crescono. La storia è raccontata in prima persona dalla piccola Amy March e come avviene solitamente negli anime del World Masterpiece Theater resta fedele al romanzo a cui è ispirata, anche se arricchita da numerosi episodi non presenti nell'originale.
La città di Concord viene rinominata Newcord nella versione animata, così come cambiano nome anche i genitori delle sorelle, da Robert e Margaret a Frederic e Mary; mentre il signor Brooke da John diventa Carl, anche se quest'ultimo nell'edizione italiana riprende comunque il suo nome originale. Nel libro poi non compaiono né Anthony né il cugino David, inoltre nel romanzo la domestica Hannah è un'anziana signora, ma non è afro-americana.
Come è accaduto nel caso di altre serie simili, per coprire le 48 puntate previste è stato necessario integrare la storia dei libri originali con capitoli inediti. In particolare, nel caso di Piccole donne, la serie animata parte raccontando eventi che si collocano cronologicamente molto prima dell'inizio del romanzo (che coincide grossomodo con il quattordicesimo episodio della serie animata), creando una sorta di prequel che rende la narrazione degli eventi successivi molto più fluida e comprensibile. 
Inoltre il finale dell'anime, ripreso dall'inizio del secondo volume, nel romanzo si colloca tre anni dopo gli eventi narrati nel primo, mentre nella serie trascorrono solo alcuni mesi. Jo infatti nel libro parte per New York dopo il matrimonio di Meg e non dopo la sua festa di fidanzamento come nell'anime; di conseguenza manca anche la dichiarazione d'amore che Laurie fa a Jo prima della sua partenza subito dopo essersi laureato e il conseguente rifiuto di lei.

## Personaggi
Margaret "Meg" March (マーガレット「メグ」マーチ?, Māgaretto "Megu" Māchi)
Meg ha sedici anni ed è la maggiore delle quattro sorelle, riservata e ben educata, ma gentile e compassionevole ed è molto legata alla sua famiglia. Quando a causa della guerra lei e la sua famiglia sono costrette ad andare ad abitare in una piccola casa ed in povere condizioni, diventa la baby-sitter dei due figli più piccoli della famiglia King. È una ragazza molto graziosa, sempre invitata alle feste, e sebbene non sembri, è forse un po' vanitosa e fiera della sua condizione di primogenita. È amica di Sallie Gardiner, e nel corso della storia inizierà una relazione con il signor Brooke (l'insegnante privato di Laurie), del quale si scopre innamorata, ricambiata e il tutto sfocerà alla fine in un bellissimo matrimonio, nonostante l'iniziale opposizione della zia Martha al riguardo. Doppiata da Keiko Han (originale), Elisabetta Cesone (italiano).

Josephine "Jo" March (ジョセフィン「ジョオ」マーチ?, Josefin "Jō" Māchi)
Nipote prediletta della zia Martha è il personaggio principale della storia. Jo all'inizio della storia ha quindici anni e tra le quattro sorelle è quella che ha un carattere più "da maschiaccio", infatti è ribelle, testarda, ostinata e molto determinata e questo sarà motivo di gravi discussioni tra lei ed Amy. Nonostante ciò è una ragazza di buon cuore e tiene molto alle sue sorelle e ai suoi genitori oltre ad essere convinta delle sue capacità letterarie, e mira a diventare una scrittrice: alla fine della storia seguirà quindi il suo amico Anthony a New York per diventare giornalista. Jo è anche grande amica di Laurie, suo coetaneo, che si innamorerà di lei anche se non sarà mai ricambiato. Doppiata da Eiko Yamada (originale), Dania Cericola (italiano).

Elizabeth "Beth" March (エリザベス「ベス」マーチ?, Erizabesu "Besu" Māchi)
Beth ha quasi dodici anni, sorella minore di Meg e Jo e maggiore di Amy. Ragazza profondamente generosa e gentile, timida ed educata, è tanto amata dai genitori e dalle sorelle, Amy vede in lei come un punto di riferimento, ma è anche la più gracile e debole delle sorelle, tanto che rischierà la morte per una brutta scarlattina. A causa della sua salute cagionevole rimane spesso chiusa in casa ed è anche disponibile e riservata e condivide un rapporto fortissimo con i suoi genitori. All'inizio della storia ha paura dell'anziano signor Laurence, ma dopo breve tempo capisce che il vecchio vede in lei la nipote morta prematuramente e lentamente si instaura tra i due un bel rapporto di nonno e nipote. Doppiata da Mayumi Shou (originale), Patrizia Salmoiraghi (italiano).

Amy March (エイミー・マーチ?, Eimī Māchi)
Amy ha circa dieci anni ed è la più piccola delle quattro sorelle, con un grande talento per il disegno. È molto testarda, vanitosa e birichina, e bisticcia sempre animatamente con la sorella Jo, pur continuando a volerle tanto bene. Nonostante il suo bel caratterino permaloso e capriccioso, Amy tiene sinceramente alla sua famiglia preoccupandosi molto per tutti loro oltre ad essere ubbidiente alla madre e al padre. Quando Beth si ammala, per evitare che si ammali, è costretta a malincuore a vivere per qualche tempo dalla zia Martha. È anche la voce narrante: nell'ultimo episodio racconterà che una volta diventata grande avrebbe sposato Laurie. Doppiata da Rei Sakuma (originale), Anna Bonel (italiano).

Mary March (メアリー・マーチ?, Mearī Māchi)
È la madre delle "piccole donne", una donna dalla forte forza di volontà, saggia e decisa, ma molto gentile e caritatevole che non perde mai la testa di fronte alle situazioni difficili ed è sempre pronta ad aiutare il prossimo. Ama profondamente le sue figlie e suo marito. Ricevuta la lettera sulle gravi condizioni di suo marito Frederic, dovrà abbandonare la famiglia per assisterlo a Washington, affidando la casa alla governante Hannah, sua grande amica e confidente nonché balia delle sue figlie: è proprio in questo periodo che Beth prenderà la scarlattina e rischierà di morire, anche se al ritorno di Mary, la bambina sarà ormai miracolosamente in via di guarigione. Dopo pochi giorni da questi ultimi avvenimenti la guerra finirà e Friedrich potrà finalmente tornare a casa dal fronte rendendo felici tutti quanti. Doppiata da Taeko Nakanishi (originale), Valeria Falcinelli (italiano).

Frederic March (フレデリック・マーチ?, Furederikku Māchi)
È il padre delle "piccole donne" ed il marito di Mary, un ingegnere civile arruolato nell'esercito nordista, con una indole forte che conosce molto bene i propri doveri e responsabilità, ama tanto la sua famiglia. All'inizio della storia, in congedo per una ferita, è costretto a lasciare la famiglia e a ritornare precipitosamente al fronte dopo aver intravisto dei soldati sudisti in avanscoperta vicino alla sua città durante una sua breve licenza. Sarà lui a sistemare la famiglia dalla zia Martha dopo la distruzione della casa causata dall'attacco sudista alla città. Per tutto il corso della storia, Frederic farà solo qualche breve apparizione: alla fine verrà ferito gravemente e Mary dovrà andare ad assisterlo a Washington. Dopo la sua guarigione la guerra finalmente finirà e potrà ritornare definitivamente a casa, riabbraccerà le amate figlie e riallaccia i rapporti con la zia Martha. Doppiato da Osamu Saka (originale), Marco Balzarotti (italiano).

Hannah (ハンナ?, Hanna)
Hannah è la cuoca e domestica della famiglia March, ed è di origine africane. È una donna forte, fedele e comprensiva e molto affezionata alla famiglia March, dona sempre ottimi consigli alle quattro sorelle e non perde mai la testa, specie quando Beth si ammala e sebbene sia molto preoccupata per lei non si tira indietro ad aiutare Jo e Meg a curarla. Mary si fida molto di lei, ed è appunto per questo che le affiderà la gestione della casa e delle figlie quando dovrà assentarsi per andar ad assistere il marito. Doppiata da Hisako Okata (originale), Marinella Armagni (italiano).

Martha March (マーサ・マーチ?, Māsa Māchi)
È una ricca signora piuttosto testarda, che ha interrotto ogni rapporto con il nipote per antichi dissapori mai ripianati. Quando Mary e le figlie si trasferiscono per un breve periodo di tempo dalla zia, questa mantiene un atteggiamento freddo verso di loro, accentuato dalle critiche del nipote David, che vorrebbe ottenere tutto il patrimonio della zia per sé a scapito delle cugine. Durante lo svolgersi della storia però la zia si affezionerà a tutte loro, particolarmente a Jo e alla fine si riconcilierà con il signor March (nel romanzo consegnerà il suo patrimonio nelle mani della famiglia March). Doppiata da Ranko Mizuki (originale), Lia Barbieri (italiano).

Theodore "Laurie" Lawrence (シオドア「ローリー」ローレンス?, Shiodoa "Rōrī" Rōrensu)
Laurie ha la stessa età di Jo, e nonostante sia un ragazzo svogliato e timido, viene costretto dal nonno a seguire le lezioni di John Brooke, per prepararsi all'università. Diventa migliore amico e confidente di Jo e amico delle sue sorelle ed è sempre disposto ad aiutarle e a rimanere vicino a loro, in tutte le situazioni difficili. Insieme al nonno fa di tutto per sostenere le sorelle quando Beth si ammala gravemente di scarlattina, incoraggiandola e mettendosi in contatto con Mary. È il primo ad intuire che il signor Brooke e Meg sono innamorati e la cosa lo fa litigare con Jo e quando i due confermano il loro sentimento ne è molto felice. Laurie è innamorato di Jo, ma per la ragazza rimarrà sempre solamente un grande amico e niente di più. Doppiato da Nobuo Tobita (originale), Gianfranco Gamba (italiano).
James Lawrence (ジェームス・ローレンス?, Jēmuzu Rōrensu)
Vicino di casa dei March, è il nonno di Laurie; un vecchio signore scontroso e scostante che non attira simpatie. Egli vuole che il nipote frequenti l'università nonostante le sue continue obiezioni e forti resistenze. Quando Beth verrà di nascosto a suonare il pianoforte a casa sua, decide di regalarle un pianoforte molto migliore della pianola a cui è abituata e lentamente il loro rapporto si trasformerà in puro affetto. Doppiato da Kohei Miyauchi (originale), Maurizio Scattorin (italiano).

John Brooke (カール・ブルック?, Kāru Burukku, Carl Brooke)
È l'insegnante privato di Laurie. Molto serio, responsabile, buono e generoso, ma anche severo con Laurie quando non si impegna nello studio. Dimostrerà la sua grande nobiltà e bontà d'animo accompagnando la signora March a Washington per curare il marito e quando la donna dovrà ritornare a casa per assistere la povera Beth malata di scarlattina, non esita a voler rimanere all'ospedale per curare il signor March con il quale diviene ottimo amico. sarà lui insieme a Laurie e a suo nonno ad organizzare il viaggio di ritorno del signor March e fare una sorpresa alla famiglia di lui. Si innamora sinceramente di Meg, ricambiato, e i due alla fine della storia si fidanzano per poi sposarsi. Doppiato da Toshihiko Kojima (originale), Luca Semeraro (1ª voce) (italiano).

Anthony Boone (アンソニー・ブーン?, Ansonī Būn)
Anthony lavora per la casa editrice di Plumfield, dove è andata a vivere la famiglia March dopo la distruzione della sua casa. Jo lo conosce quando mostra i suoi racconti perché siano pubblicati sul giornale: lui li critica duramente, definendoli "sciocchezze da ragazze". Però Jo non si arrende portandogliene altri in continuazione fino a che Anthony sarà costretto a riconoscere il grande talento di Jo pubblicandole il suo primo romanzo. Nonostante i loro litigi e qualche altra divergenza, lui e Jo divengono presto grandi amici. più volte dà consigli a Jo su come sviluppare i suoi racconti. A fine serie si trasferisce a New York per studiare giornalismo e in seguito viene raggiunto da Jo.

In seguito Anthony proporrà a Jo di andare a New York con lui per studiare giornalismo: lei inizialmente rifiuta ma alla fine si convincerà a seguirlo. Doppiato da Kazuyuki Sogabe (originale), Massimiliano Lotti (italiano).

David Foret (デーヴィット・フォーレット?, Dēvitto Fōretto, David Fowlet)
È un lontano cugino che, dopo che la zia Martha ha interrotto i rapporti con Friedrich March, si dimostra estremamente accondiscendente verso la vecchia signora per avere il suo patrimonio. Purtroppo ha il vizio del gioco, e spende i soldi della zia arrivando addirittura ad incolpare le innocenti cugine. È un uomo presuntuoso e orgoglioso, che non perde un attimo per ingannare le cugine, ma alla fine la vecchia zia Martha, stanca del suo comportamento, lo toglierà dalla lista degli eredi e deciderà di dare il suo patrimonio alle nipoti. Doppiato da Kôzô Shioya (originale), Enrico Carabelli (italiano).

John (ジョン?, Jon)
È uno schiavo fuggiasco. In uno dei primi episodi, la famiglia March lo tiene nascosto in casa per proteggerlo dall'esercito confederato che gli sta dando la caccia e diviene buon amico della signora e delle sorelle March. In seguito grazie a Jo ottiene un lavoro al giornale di Newcord dove scrive anche Anthony. Doppiato da: Toshihiko Seki (originale).

Signor Sutton
È l'insegnante di Amy a Gettysburg. Compare solo nel primo episodio, dopodiché è costretto a partire per il fronte. Sembra che abbia un interesse per Meg. Doppiato da: Enrico Carabelli (italiano).

## Sigle
Sigle iniziali originali
- Wakakusa no shōtaijō (若草の招待状 lett. "L'invito delle giovani") (ep. 1-14), musica di Toshihiko Takamizawa, arrangiamento di Jun Satō, testo di Yasushi Akimoto, è cantata da Eri Nitta.
- Itsuka kitto! (いつかきっと! lett."Un giorno sicuramente!") (ep. 15-48), musica di Kōichi Morita, arrangiamento di Kazuo Ōtani, testo di Yumi Ōkubo, è cantata dalle doppiatrici delle protagoniste: Keiko Han, Eiko Yamada, Mayumi Shō, Rei Sakuma (la prima parte della canzone, cantata da Meg e Jo, è utilizzata negli episodi pari, mentre la seconda, cantata da Beth ed Amy, in quelli dispari).

Sigle finali originali
- Yūhi to kaze to merodi (夕陽と風とメロディ lett. "Tramonto, vento e melodia") (ep. 1-14), musica e arrangiamento di Masataka Matsutōya, testo di Keiko Asō, è cantata da Eri Nitta.
- Otōsama e no rarabai (お父さまへのララバイ lett. "Ninna nanna per il padre") (ep. 15-48), musica e arrangiamento di Kōichi Morita, testo di Yumi Ōkubo, è cantata da Satoko Shimonari.

Sigla iniziale e finale italiana
- Una per tutte, tutte per una, musica di Carmelo Carucci, testo di Alessandra Valeri Manera, è interpretata da Cristina D'Avena.

## Distribuzione

### Edizione italiana
In Italia l'anime è stato trasmesso per la prima volta da Italia 1 nell'estate del 1988, dal 30 maggio al 16 settembre, ogni lunedì, mercoledì e venerdì alle ore 20:00. Il doppiaggio è stato eseguito presso lo Studio P.V. su direzione di Enrico Carabelli. I dialoghi sono di Rosy Genova ed Enrica Minini, mentre la traduzione dal giapponese è di Fiamma Molinari e Paola D'Accardi.

### Edizioni home video
In Italia venne realizzato un film di montaggio di 90 minuti: Piccole donne - Una per tutte tutte per una, distribuito in VHS nel 1995 dalla Penta Video per la collana Bim Bum Bam Video.

## Episodi
| Nº | Titolo italiano Giapponese 「Kanji」 - Rōmaji | In onda           | In onda           |
| Nº | Titolo italiano Giapponese 「Kanji」 - Rōmaji | Giapponese        | Italiano          |
| 1  | Il ritorno di papà 「パパが帰って来た!!」 - papa ga kaette kita !! | 11 gennaio 1987   | 30 maggio 1988    |
| 1  | Le quattro sorelle March - Meg, Jo, Beth e Amy - vivono con la madre Mary e la serva Hannah, mentre il padre Friedrich è in guerra. Quest'ultimo spedisce un telegramma per dire che torna a casa in licenza: allora si decide di andare a fare un pic-nic all'aperto tutti insieme, ma la scatenata Jo (che sale su un albero per godersi il paesaggio) nota due soldati confederati in lontananza, e il padre decide di riferire l'accaduto al quartier generale. |                   |                   |
| 2  | Milky Anne 「ミルキー・アンを拾った」 - miruki . an wo hirotta | 18 gennaio 1987   | 1º giugno 1988    |
| 2  | Il signor March, dopo l'accaduto, è costretto a tornare al fronte, ma prima propone a Mary l'idea di trasferirsi a Newcord, dalla zia Martha, una parente che non vede e sente da tempo. Questo immediato trasferimento viene rimandato. Il giorno dopo, mentre fuori piove, Beth trova un micetto abbandonato e moribondo, e decide di curarlo e adottarlo. Il gatto viene battezzato Milky-Anne. |                   |                   |
| 3  | Il disertore John 「あぶない!早く逃げて!!」 - abunai ! hayaku nige te !! | 25 gennaio 1987   | 3 giugno 1988     |
| 3  | La città viene occupata dall'esercito confederato. In casa March, nella rimessa, si nasconde John, uno schiavo afro-americano che ha disertato dall'esercito confederato. La signora March prova compassione per il disertore e decide di aiutarlo a ottenere la libertà, nascondendolo in casa sua, in una cantina sotto il soggiorno. |                   |                   |
| 4  | La battaglia comincia 「戦争がはじまる!」 - sensou gahajimaru ! | 1º febbraio 1987  | 6 giugno 1988     |
| 4  | L'esercito confederato perlustra tutte le case della zona, compresa quella dei March, alla ricerca del disertore John. Il nascondiglio funziona perfettamente: a notte fonda, quando nessuna guardia è alla sua ricerca, John riesce a fuggire. La città intanto comincia a svuotarsi per la paura che la guerra arrivi vicino alle loro case, ma la signora March preferisce aspettare il momento opportuno, prima di trasferirsi. Sullo sfondo, i rumori di cannoni annunciano che l'esercito del Nord e quello del Sud si stanno scontrando. |                   |                   |
| 5  | La città è in pericolo 「町が燃えてしまう!」 - machi ga moe teshimau ! | 8 febbraio 1987   | 8 giugno 1988     |
| 5  | I due eserciti si stanno fronteggiando nella famosa "battaglia di Gettysburg" e pian piano tutte le famiglie cominciano a fuggire lontano, verso la campagna. È arrivato anche per i March il momento di salvare il necessario e fuggire dalla loro casa: l'occasione si presenta quanto l'esercito confederato ha perso la battaglia e scappa distrutto. |                   |                   |
| 6  | Dolce casa, addio 「さよなら ふるさと!」 - sayonara furusato ! | 15 febbraio 1987  | 10 giugno 1988    |
| 6  | La famiglia March e tutte le altre famiglie che si sono salvate all'ultimo minuto sono al sicuro, mentre l'esercito confederato manda a ferro e fuoco tutta la loro cittadina. Il mattino dopo, la casa dei March non è che un cumulo di cenere, e l'arrivo del signor March non porta buone notizie: la fabbrica di calzature in cui i March hanno investito i loro risparmi è andata in fumo; la famiglia March è al verde. Mary segue il consiglio di suo marito e, insieme ad Hannah e alle figlie, si trasferisce a Newcord. |                   |                   |
| 7  | Una zia senza cuore 「おば様はいじわる!」 - oba sama haijiwaru ! | 22 febbraio 1987  | 13 giugno 1988    |
| 7  | I March sono arrivati a destinazione, ma la zia Martha March li accoglie con freddezza: dopo aver rotto ogni rapporto con il nipote Friedrich, la zia non sopporta l'idea di doversi occupare improvvisamente di qualche parente sfrattato. In cambio, la famiglia March fanno conoscenza con David, loro cugino e finora unico erede del patrimonio della zia Martha: era lì per chiedere uno dei soliti prestiti alla zia e la presenza delle sue cugine lo infastidisce, per paura che queste gli levino il diritto ereditario; alla fine, i March vengono comunque ospitati a Plumfield, la casa della zia Martha. |                   |                   |
| 8  | In cerca di una casa 「お家を貸して下さい!」 - o ie wo kashi te kudasai ! | 1º marzo 1987     | 15 giugno 1988    |
| 8  | La zia Martha pretende che sorelle March che si occupino delle faccende di casa finché la signora March non avesse trovato una nuova casa, faccenda assai difficile perché, nella loro situazione finanziaria, non esiste una casa abbastanza grande con un affitto basso. Meg decide di trovarsi un impiego per guadagnare dei soldi, e Jo decide di fare lo stesso. |                   |                   |
| 9  | L'irascibile Jo 「怒りん坊のジョオ!」 - ikari n bou no joo ! | 8 marzo 1987      | 17 giugno 1988    |
| 9  | Jo sceglie di recarsi alla casa editrice del giornale di Newcord per mettere l'annuncio di sua sorella come istitutrice, nel frattempo, chiede al direttore chiede il diritto di pubblicazione di un suo racconto. Il direttore chiede il consiglio del giornalista Anthony, più esperto del direttore, il quale critica aspramente il romanzo di Jo. Jo si sente offesa e lascia la casa editrice dando prova del suo carattere irascibile. |                   |                   |
| 10 | Critiche e lodi 「ほめられて けなされて」 - homerarete kenasarete | 15 marzo 1987     | 20 giugno 1988    |
| 10 | Meg trova lavoro come istitutrice presso la famiglia dei King, mentre Jo passa il tempo lavorando in casa e leggendo i libri alla zia Martha. Anthony viene a trovare la famiglia March per cercare Jo e chiederle un'intervista sulla guerra, da pubblicare sul giornale. Jo accetta riluttante, e Anthony le fa notare la differenza tra lo stile dell'intervista e quello del romanzo, consigliandole di migliorarlo. |                   |                   |
| 11 | Una donna amareggiata 「マーサおば様はお気の毒!」 - masa oba sama hao kinodoku ! | 22 marzo 1987     | 22 giugno 1988    |
| 11 | La zia Martha legge sul giornale le disavventure delle sue nipoti, non pensando che la loro situazione fosse così grave; così la zia decide di portare Jo a fare una passeggiata e a farle vedere i suoi possedimenti: è lì che Jo viene a sapere del troncamento dei rapporti tra la zia Martha e il padre. Nel frattempo, Meg inizia il suo lavoro con i primi problemi. |                   |                   |
| 12 | Jo e il tuono 「雷なんて大嫌い!」 - kaminari nante daikirai ! | 29 marzo 1987     | 24 giugno 1988    |
| 12 | David viene a sapere che la signora March ha rifiutato varie case dalla agenzia immobiliare, e siccome la presenza delle cugine lo infastidisce fa rapporto alla zia Martha, che vuole chiarire questa faccenda. Jo spiega la verità sulla loro misera condizione e sull'affitto alto di Newcord, e decide di battere a tappeto tutta Newcord per trovare una casa. Nel bel mezzo della ricerca scoppia un temporale e si rifugia sotto un albero incontrando Anthony. |                   |                   |
| 13 | Una strana casa 「私たちの変な家」 - watashitachi no henna ie | 5 aprile 1987     | 27 giugno 1988    |
| 13 | Anthony, scoprendo che Jo è alla ricerca di una casa, accompagna l'amica in un'antica vetreria di suo zio, ora in viaggio in Italia. Jo scopre che l'affitto non è molto alto e ne parla alla mamma, la quale accetta volentieri. La zia Martha, però, ha cominciato a legarsi con Jo e chiede di adottarla, ma la stessa Jo rifiuta per poter restare con la sua famiglia, promettendo alla zia di venirla a trovare almeno ogni pomeriggio. |                   |                   |
| 14 | Arriva Laurie 「エイミーと悪い友だち」 - eimi to warui tomo dachi | 12 aprile 1987    | 29 giugno 1988    |
| 14 | La famiglia March si stabilisce definitivamente nella nuova casa, mentre la signora March trova impiego presso l'Ente Assistenziale Combattenti, per aiutare le famiglie povere con i mariti in guerra. Intanto, il loro vicino di casa, l'anziano signor Laurence, si reca in stazione a prendere il nipote Theodore. |                   |                   |
| 15 | Un vicino curioso 「お隣からのぞく不思議な少年!」 - o tonari karanozoku fushigi na shounen ! | 19 aprile 1987    | 1º luglio 1988    |
| 15 | Theodore Laurence, detto Laurie, viene ospitato dal nonno affinché continui i suoi studi per entrare al college, seguito dal nuovo istruttore, il giovane John Brooke. Incuriosito dalla famiglia March, ogni tanto Laurie è sorpreso a spiare la famiglia dalla finestra della sua stanza. Meg conosce un'amica dei King, Sallie Gardiner, la quale cerca di convincere i King a invitare Meg al ballo che istituiscono ogni anno verso Natale. |                   |                   |
| 16 | Non ho rubato quel denaro! 「ひどい!メグは泥棒なんかじゃない!!」 - hidoi ! megu ha dorobou nankajanai !! | 26 aprile 1987    | 4 luglio 1988     |
| 16 | David e il figlio dei King, chiedendo prestiti alle loro famiglie, perdono al gioco, mentre la signora King si rifiuta di invitare Meg al loro ballo, per paura che si scopra essere un'istitutrice. Un giorno, la signora King prende in disparte Meg annunciandole la scomparsa di una somma cospicua: 200 dollari. Meg è demoralizzata dal fatto che la ritengano una ladra, tuttavia si scopre che il vero colpevole è il giovane King, che ha rubato il denaro per riparare il debito perduto. |                   |                   |
| 17 | Il discorso del presidente Lincoln 「ジョオとリンカーン大統領の演説!」 - joo to rinkan daitouryou no enzetsu ! | 3 maggio 1987     | 6 luglio 1988     |
| 17 | La questione dei 200 dollari allarma la famiglia March, soprattutto Jo e la zia Martha, la quale viene colta da un dolore improvviso. Questa, vedendo le premure di Mary e di Jo, decide di cambiare il testamento e permettere anche alla famiglia March di ricevere parte della sua eredità. Inoltre, regala alle quattro sorelle dei vestiti da ballo molto eleganti, tuttavia Jo riesce a bruciare il suo stando troppo vicina al fuoco. |                   |                   |
| 18 | Debutto in società 「メグとジョオ舞踏会にデビュー!?」 - megu to joo butoukai ni debyu !? | 10 maggio 1987    | 8 luglio 1988     |
| 18 | Meg e Jo vengono invitate al ballo dei Gardiner; Meg è entusiasta perché finalmente può effettuare il suo debutto in società. La preparazione delle due dame è assai lunga: Meg vuole mettersi in risalto il più possibile, mentre Jo cerca di riparare con una toppa il vestito rovinato, promettendo a Meg di comportarsi bene. Al ballo, mentre Meg balla, Jo si nasconde dietro una tenda e conosce di faccia, finalmente, il giovane Laurie. |                   |                   |
| 19 | Un ragazzo simpatico 「おこげドレスと素敵な紳士」 - okoge doresu to suteki na shinshi | 17 maggio 1987    | 11 luglio 1988    |
| 19 | Laurie e Jo stringono amicizia e iniziano a parlare, decidendo di ballare da soli in un luogo appartato. Meg, durante il ballo, prende una distorsione alla caviglia ed è costretta a fermarsi fino all'arrivo di Hannah. Laurie si propone di accompagnare le due sorelle e Hannah a casa con la loro carrozza. |                   |                   |
| 20 | Visita a casa Laurence 「ジョオのお見舞いは元気がいっぱい!」 - joo noo mimai ha genki gaippai ! | 24 maggio 1987    | 13 luglio 1988    |
| 20 | Prendendo freddo durante il ritorno a casa dal ballo, Laurie prende un brutto raffreddore e Jo decide di andarlo a trovare, portando vari presenti da parte della famiglia, gesto che commuove profondamente il ragazzo. Di fronte ad un quadro del vecchio signor Laurence Jo critica scherzosamente i suoi tratti burberi e si accorge solo dopo che alle sue spalle il signor Laurence ha ascoltato tutto, senza prendersela e trovando simpatia per la sua nuova vicina. |                   |                   |
| 21 | Regali da un dollaro 「発表! はりきりジョオの自信作」 - happyou ! harikiri joo no jishinsaku | 31 maggio 1987    | 15 luglio 1988    |
| 21 | Per Natale, la zia Martha regala un dollaro a testa per le sorelle March, le quali pensano inizialmente di spenderlo a modo loro. Una lettera commovente del padre, letta da tutta la famiglia, fa cambiare loro idea: decidono di spendere il loro dollaro per comprare dei regali alla madre, la quale, prima di mandarle a letto, le raccomanda di guardare sotto il cuscino il mattino di Natale. |                   |                   |
| 22 | Un Natale stupendo 「おなかのすいたクリスマス」 - onakanosuita kurisumasu | 7 giugno 1987     | 18 luglio 1988    |
| 22 | Appena svegliate, le quattro sorelle trovano una copia della Bibbia sotto il cuscino, libro che iniziano a leggere volentieri. Scese a tavola, trovano sul tavolo una colazione così ricca che non vedevano da tempo. Quando torna la signora March, ringrazia le figlie per i loro regali e propone loro di offrire la colazione ad una povera famiglia, gli Hummel. Questo gesto di carità viene effettuato e la sera, come per magia, il signor Laurence regala ai March una cena di Natale. |                   |                   |
| 23 | Una sorpresa per Beth 「ベス! 思いがけない贈物に大喜び!!」 - besu ! omoi gakenai okurimono ni ooyorokobi !! | 14 giugno 1987    | 20 luglio 1988    |
| 23 | Una volta a testa, le sorelle March fanno visita a casa Laurence, eccetto Beth, la quale, nonostante sia affascinata dal pianoforte dei Laurence, non ci vuole mettere piede perché ha paura del burbero padrone. Il signor Laurence, che vede in Beth la nipote perduta, chiede alla signora March la possibilità che Beth venga a suonare liberamente il piano in casa sua, promettendo che nessuno la disturberà o osserverà, e la ragazza accetta volentieri. |                   |                   |
| 24 | Meg innamorata 「メグの小さな恋のはじまり?」 - megu no chiisa na koi nohajimari ? | 21 giugno 1987    | 22 luglio 1988    |
| 25 | Il capolavoro di Jo 「小説家ジョオの2ドルの傑作!」 - shousetsuka joo no 2 doru no kessaku ! | 28 giugno 1987    | 25 luglio 1988    |
| 26 | Beth e il signor Laurence 「恐がりベスとお隣の老紳士」 - kowaga ri besu too tonari no roushinshi | 5 luglio 1987     | 27 luglio 1988    |
| 27 | Un'umiliazione per Amy 「学校でお仕置されたエイミー!」 - gakkou deo shioki sareta eimi ! | 12 luglio 1987    | 29 luglio 1988    |
| 28 | Cosa stai facendo, Amy? 「エイミー!なんてことするの!」 - eimi ! nantekotosuruno ! | 2 agosto 1987     | 1º agosto 1988    |
| 29 | Amy cade nel fiume! 「死なないで!エイミーが川に落ちた!」 - shina naide ! eimi ga kawa ni ochi ta ! | 9 agosto 1987     | 3 agosto 1988     |
| 30 | È difficile dire: "Mi dispiace!" 「ゴメンねと言えたらいいのに!」 - gomen neto ie taraiinoni ! | 16 agosto 1987    | 5 agosto 1988     |
| 31 | Meg non è una bambola 「メグはきせかえ人形じゃない!」 - megu hakisekae ningyou janai ! | 30 agosto 1987    | 8 agosto 1988     |
| 32 | Una donna capricciosa 「困ったマーサおばさんの性格」 - komatta masa obasanno seikaku | 6 settembre 1987  | 10 agosto 1988    |
| 32 | Jo è contenta: la zia Martha le ha comunicato che presto andrà in vacanza per motivi di salute, e quindi la ragazza potrà prendersi un mese di pausa. Il giornalista Anthony, presosi appositamente 3 giorni di ferie, invita la ragazza per un soggiorno a Portsmouth scatenando conseguentemente la gelosia di Laurie. Zia Martha, però, è una donna capricciosa: alla fine decide di non partire più e quindi anche per Jo la vacanza è rimandata. |                   |                   |
| 33 | Una festa all'aperto 「楽しい楽しい野外パーティだ!」 - tanoshi i tanoshi i yagai patei da ! | 13 settembre 1987 | 12 agosto 1988    |
| 34 | Amy ha le allucinazioni 「エイミーは悪い夢を見た!」 - eimi ha warui yume wo mita ! | 20 settembre 1987 | 15 agosto 1988    |
| 35 | Meg si innamora 「メグ、それはやっぱり恋なのよ!!」 - megu , sorehayappari koi nanoyo !! | 27 settembre 1987 | 17 agosto 1988    |
| 35 | Meg, nel confidarsi con la sorella Jo, si rende conto di essersi innamorata del signor Brooke. Questo amore, a quanto pare, sembra essere ricambiato. Intanto Jo porta a termine il suo primo romanzo decidendo di portarlo allo studio del giornalista Anthony, a cui chiede il piacere di poterlo pubblicare. Ma, c'è un'altra bella sorpresa: il disertore John, colui che era stato aiutato tempo fa dalla famiglia March, è venuto in città per saldare i suoi debiti e per salutare la cara famiglia che gli è rimasta nel cuore. Alla fine Jo riesce a far assumere John come tipografo nell'editoria del giornalista Anthony, il quale ha promesso che leggerà con attenzione il romanzo della ragazza. |                   |                   |
| 36 | Il romanzo di Jo viene pubblicato 「ジョオの小説が新聞にのった!」 - joo no shousetsu ga shinbun ninotta ! | 4 ottobre 1987    | 19 agosto 1988    |
| 36 | Sono ormai passati 10 giorni e Jo scalpita dalla voglia di sapere se il suo romanzo sarà pubblicato o meno, ma né Anthony né John sembrano essere positivi al riguardo. Intanto il nipote David comunica alla zia Martha che il figlio dei signori King, ovvero la famiglia per la quale lavora Meg, è partito per il fronte in cui quasi sicuramente troverà la morte... ma non riesce ad andarlo a dire alla famiglia dell'amico, nonostante le pressioni da parte di Meg e della zia Martha. Alla fine Anthony porta il giornale a casa March trovando alla porta Laurie: il romanzo di Jo è stato pubblicato! |                   |                   |
| 37 | Papà sta male 「チチキトク…ジョオが髪を売った!」 - chichikitoku ... joo ga kami wo utta ! | 11 ottobre 1987   | 22 agosto 1988    |
| 37 | il romanzo di Jo è stato pubblicato e la ragazza sogna quando lo mostrerà al padre, ancora in guerra. Un giorno arrivò a casa March una lettera indirizzata alla famiglia: il papà è gravemente malato e rischia la vita! La signora March organizza subito la partenza, raccomandando alla domestica Hannah di badare alla casa. Il signor Laurence promette alla signora di occuparsi delle figlie in sua assenza. La zia Martha dona alla signora March una grande somma in denaro per il viaggio. Ma il prezzo più "alto" lo paga Jo, la quale torna a casa consegnando alla madre altro denaro per il viaggio: si è tagliata i suoi lunghi capelli, ora li ha corti. |                   |                   |
| 38 | Brutte notizie 「悪い知らせの電報がきた!」 - warui shirase no denpou gakita ! | 18 ottobre 1987   | 24 agosto 1988    |
| 38 | in casa non si fa altro che pensare alle situazioni del signor March, e le quattro piccole donne non riescono a dormire. La signora March parte, accompagnata dal signor Brooke: le figlie non attendono altro che sapere notizie. I giorni passano, ma non arrivano lettere. Intanto il nuovo look di Jo lascia stupiti sia Laurie, sia Anthony sia David. Un giorno la tanto sperata lettera arriva: il papà è stato colpito dalle schegge di una granata e, subito dopo, si è ammalato di febbre tifoide, ma le sue condizioni di salute non sono critiche. Le quattro piccole donne di casa March pregano ogni giorno di poter rivedere il proprio padre, sano e salvo. |                   |                   |
| 39 | Lettere 「みんなが書いた手紙、手紙、手紙」 - minnaga kai ta tegami , tegami , tegami | 25 ottobre 1987   | 26 agosto 1988    |
| 39 | Arrivano a casa March un sacco di lettere da parte sia della signora March sia del signor Brooke. Le condizioni del signor March sembrano migliorare, tuttavia ci vorrà ancora del tempo prima che tutto possa tornare alla normalità. Intanto le sorelle March e la governante decidono di scrivere una lettera di risposta alla mamma, mentre continuano gli scambi di lettere anche tra Meg e il signor Brooke. Il tutore di Laurie, per errore, inserisce la lettera indirizzata alla figlia maggiore di casa March nella busta indirizzata al signor Laurence e viceversa ma grazie a Laurie e Jo tutto si risolve. |                   |                   |
| 40 | Beth si ammala 「ベスが猩紅熱にかかった!」 - besu ga shoukounetsu nikakatta ! | 1º novembre 1987  | 29 agosto 1988    |
| 40 | Una mattina Jo si sveglia col raffreddore e Beth decide di andare a trovare i vicini, i quali erano sempre stati molto aiutati dalla signora March. All'improvviso Beth torna a casa correndo, dicendo a Jo che il piccolo della famiglia dei vicini è morto di scarlattina e che molto probabilmente l'ha contrattaa anche lei. Joe chiama subito il dottore, il quale consiglia alla ragazza di far trasferire la sorellina Amy in un'altra casa perché è l'unica in famiglia a non aver ancora contratto la scarlattina. In accordo con Meg, le due sorelle maggiori decidono di non avvertire la signora March per non farla preoccupare e inviano Amy a casa della zia Martha, nella speranza che Beth guarisca il più presto possibile. Ma Amy non prende bene questo suo improvviso trasferimento, allora Laurie si offre di tenerle compagnia tutti i giorni per rallegrare questo suo difficile periodo lontano da casa. |                   |                   |
| 41 | Mamma, torna a casa presto! 「お母さま早く帰ってきて!」 - o kaasa ma hayaku kaette kite ! | 8 novembre 1987   | 31 agosto 1988    |
| 42 | Signore, ti prego, salva Beth! 「神様、どうかベスを助けて!」 - kamisama , douka besu wo tasuke te ! | 15 novembre 1987  | 2 settembre 1988  |
| 42 | La povera Beth sembra peggiorare sempre di più. Il dottore, dopo numerose visite, avvisa le sorelle March che se alla piccola non fosse scesa la febbre durante la notte sarebbe andata incontro ad una morte certa. Intanto Amy, desiderosa di sapere come stesse Beth, uscita da scuola torna a casa. Laurie, preoccupato per la piccola di casa March, la riporta a casa di zia Martha, la quale la abbraccia calorosamente per tranquillizzarla. Arriva la fatidica notte della verità: la febbre si è abbassata, Beth è salva! Intanto la signora March, grazie al miglioramento delle condizioni di vita del marito, ritorna a casa e passa subito da zia Martha per salutare la piccola Amy. |                   |                   |
| 43 | Andiamo a New York, Jo! 「大都会ニューヨークへ行こう! ジョオ」 - daitokai nyuyoku he iko u ! joo | 22 novembre 1987  | 5 settembre 1988  |
| 43 | La piccola Beth si sta lentamente riprendendo, e anche il signor March da lontano dà segni di miglioramento, tempestivamente comunicati alla famiglia March grazie alle lettere da parte del signor Brooke. Intanto Anthony viene ufficialmente assunto da un'importante testata giornalistica di New York e chiede a Jo di raggiungerlo nella grande città americana sia per aumentare i suoi orizzonti in vista di un progresso di carriera sia per vivere insieme lasciando molto turbata e indecisa la giovane ragazza. Amy deve realizzare un ritratto per la scuola ma Jo si rifiuta di posare come modella; in suo aiuto si offre gentilmente Laurie: mentre lo disegna, Amy lo inizia a guardare con un'altra prospettiva dicendo che è un bel ragazzo... forse succederà qualcosa in futuro? |                   |                   |
| 44 | Chi ha scritto questa lettera? 「ニセ手紙事件・犯人は誰か?」 - nise tegami jiken . hannin ha dareka ? | 29 novembre 1987  | 7 settembre 1988  |
| 44 | Un giorno, Laurie e Jo litigano in quanto la ragazza non è convinta del fatto che il signor Brooke possa sposare e rendere felice sua sorella Meg, cosa di cui invece il giovane Laurence è estremamente convinto. Intanto Amy, dato che Beth è completamente guarita dalla scarlattina, torna finalmente a casa March salutando e ringraziando la zia Martha per la sua ospitalità. Arrivano buone notizie anche dal signor Brooke: il signor March è quasi guarito, presto tornerà a casa. Meg, improvvisamente, è diventata strana: ha ricevuto una strana lettera da Laurie, firmata dal signor Brooke in cui quest'ultimo le esterna i suoi sentimenti e le chiede di sposarlo. Meg, dopo aver osservato attentamente le calligrafie di questa lettera e di un'altra lettera ricevuta sempre dal signor Brooke, si rende conto di essere stata ingannata. Alla fine vien fuori che è stato Laurie l'autore di questo scherzo, per riuscire a dimostrare a Jo che aveva ragione; perciò viene subito convocato dalla signora March, che non gli risparmia una bella paternale. Le altre vengono congedate, e cosa si diranno i due durante quella "intervista" non lo saprà mai nessuno. |                   |                   |
| 45 | Laurie nell'occhio del ciclone 「おじいさまがローリーをなぐった!」 - ojiisamaga rori wonagutta ! | 6 dicembre 1987   | 9 settembre 1988  |
| 45 | Laurie è stato perdonato dalla signora March per l'inconveniente della lettera, ma il signor Laurence vuole sapere cos'è successo. L'anziano vicino delle sorelle March, dopo aver svolto in casa propria un'intervista con Anthony, chiede informazioni sull'accaduto prima alla signora March (la quale risponde in maniera evasiva), sia a Laurie (il quale risponde di no beccandosi una sfuriata e un sonoro ceffone dal nonno) e infine a Jo (la quale dice al signor Laurence che non può dirgli la verità perché sia lei che il nipote stanno coprendo una persona). Alla fine, grazie alla parola mediatrice di Jo, Laurie e suo nonno fanno pace e tutto si risolve. |                   |                   |
| 46 | Una sorpresa per Natale 「思いがけないクリスマスプレゼント」 - omoi gakenai kurisumasupurezento | 13 dicembre 1987  | 12 settembre 1988 |
| 46 | Siamo nel periodo di Natale. La dolce Beth sembra essersi ripresa del tutto, e Jo, per farle respirare un po' d'aria fresca, la porta fuori nonostante stesse nevicando. Il papà continua a scrivere alle sue fanciulle che si sente meglio e che sicuramente tornerà a casa all'inizio dell'anno nuovo. Zia Martha, dopo un diverbio col nipote David, dona alle sorelle March 2 dollari ciascuna come regalo di Natale; Jo scopre che la Zia è in attesa del ritorno del signor March, ovvero il nipote che l'anziana donna non vede da venti anni e che, a quanto pare, le manca tanto. Arriva il giorno di Natale e le sorelle March ricevono tanti regali, soprattutto da Laurie e dal signor Laurence... ma il più bel regalo stava per arrivare. Appare all'improvviso il signor March col signor Brooke: la sorpresa di Natale è riuscita. |                   |                   |
| 47 | Arrivederci, Anthony! 「さよなら! アンソニー」 - sayonara ! ansoni | 20 dicembre 1987  | 14 settembre 1988 |
| 47 | Il signor March è tornato a casa ma non si è ancora ristabilito del tutto, quindi ci vorranno ancora 6 mesi prima che possa fare ritorno al fronte per combattere... e una notizia del genere desta lo stupore delle sorelle, preoccupate per la vita del padre. Intanto il signor Brooke, che tanto ha fatto per il signor March durante la degenza, rivela i propri sentimenti a Meg, la quale, dopo una iniziale titubanza e una discussione sia con Jo sia con la Zia Martha (entrambe contrarie a questa unione), gli rivela anch'ella il suo amore. La Zia Martha, dopo oltre 20 anni, rivede il suo caro nipote. Anthony è in partenza per New York e sono proprio Laurie (molto felice per l'avvenimento) e Jo (decisamente triste perché sa già di non poterlo raggiungere a New York) ad accompagnarlo in stazione, consapevoli che forse non lo rivedranno mai più. |                   |                   |
| 48 | Tutto per bene 「春!それぞれの旅立ち」 - haru ! sorezoreno tabidachi | 27 dicembre 1987  | 16 settembre 1988 |
| 48 | Il signor Brooke e Meg annunciano ufficialmente il loro fidanzamento, e per celebrare questa giornata il signor March organizza una festa a casa sua invitando anche la zia Martha e i Laurence. Per immortalare l'evento in una foto si chiede aiuto allo scapestrato nipote David, il quale ha acquistato una macchina fotografica sperando in futuro di diventare un fotografo professionista. Le sorprese non finiscono, perché la guerra è ufficialmente finita: i nordisti hanno vinto, la schiavitù è stata abolita e il signor March non dovrà far più ritorno al fronte. Laurie è innamorato di Jo, ma si rende conto davvero di questo sentimento quando la giovane gli comunica la sua decisione: partirà per New York per allargare i suoi orizzonti. La storia si conclude con Jo che parte per New York e Laurie che, dopo aver salutato e detto addio alla cara Jo promettendole che l'avrebbe aspettata... Ma alla fine sposerà la piccola Amy. |                   |                   |